# Жак Лакан
Жак-Марі-Еміль Лакан (13 квітня 1901, Париж — 9 вересня 1981) — французький психоаналітик та психіатр, який зробив значний внесок у теорію психоаналізу, філософію та літературознавство.
З 1953 по 1981 рік читав щорічні семінари у Парижі, здійснивши значний вплив на французьких інтелектуалів у 1960-ті та 1970-ті роки, особливо постструктуралістських мислителів. Його інтердисциплінарне вчення ґрунтується на теоріях Фрейда і включає такі поняття як несвідоме, комплекс кастрації, Его; ідентифікація; та мова як суб'єктивне сприйняття. Теорії Лакана відносять до критичної теорії, літературознавства, філософії і клінічного психоаналізу.

## Лаканівський психоаналіз

### Реальне
Жак Лакан використовує термін «реальне» (фр. reel) як іменник ще у ранній роботі, опублікованій у 1936 році. У цей час термін «реальне» був популярним серед філософських кіл Парижа і був детально опрацьований у праці Еміля Меєрсона (на якого Лакан посилається у своїй статті). Меєрсон визначає реальне як «онтологічний абсолют, як істинне буття-у-собі». Говорячи про реальне, Лакан, отже, продовжує усталену практику одного з напрямків філософії початку XX століття. Однак, хоча початки використання Лаканом цього поняття можна віднести до такого усталеного значення, пізніше цей термін зазнає численних переформулювань та перетлумачень впродовж усієї інтелектуальної діяльності Лакана.
Спочатку реальне у теорії Лакана просто протиставляється сфері образу, що, певною мірою, поміщає його у царину буття як противаги видимості. Однак вже той факт, що навіть у цей час Лакан розрізняє реальне та «істинне», свідчить про те, що його розуміння реального наділене певною суперечливістю.
Після першого вживання у 1936 році термін «реальне» зникає з робіт Лакана аж до 1950-тих, коли він згадує твердження Гегеля, що «все реальне є раціональним (і навпаки)». Лише у 1953 році Лакан перетворює реальне на одну з фундаментальних категорій психоаналітичної теорії. Реальне стає одним із трьох порядків, за допомогою яких можна описати усі психічні феномени (інші два — це Символічне та Уявне). Відтепер реальне стає не просто протиставленим уявному, але також поміщається за межами символічного. На відміну від символічного, яке конституюється за допомогою опозицій, таких як присутність та відсутність, «у реальному немає відсутності». Тоді як символічна опозиція натякає на можливість того, що щось може бути відсутнім з символічного порядку, реальне «завжди на своєму місці: воно несе, воно намертво прилипло, байдуже до того, що могло б зігнати його звідти».
Тоді як символічне — це набір диференційованих, окремих елементів, званих позначниками, реальне, саме у собі, є недиференційованим: «реальне абсолютно позбавлене розривів». Символічне впроваджує «розрив у реальне» у процесі сигніфікації: «саме світ слів створює світ речей — речей, які початково були перемішані у hic et nunc всього у процесі становлення буття»
У формулюваннях 1953—1955 років реальне описується як те, що знаходиться поза мовою і не асимілюється в ході символізації. Як те, що «повністю чинить опір символізації». Або, знову ж таки, реальне мислиться як «царина того, що триває за межами символізації». Таке тлумачення не зазнає змін впродовж наступних років кар'єри Лакана, що спонукає його пов'язувати реальне з поняттям неможливості. Реальне є «неможливим», оскільки його неможливо уявити, неможливо інтегрувати у символічний порядок і ним неможливо жодним чином заволодіти. Саме такий характер реального, його статус неможливого та опір символізації, надає йому травматичної якості. Так, у своєму прочитанні історії хвороби Маленького Ганса у семінарі 1956—1957-го років Лакан виявляє два реальні елементи, які втручаються і порушують уявну доедипівську гармонію дитини: реальний пеніс, який робить себе відчутним в інфантильній мастурбації та новонароджена сестра.
Реальне також має елементи значення матерії, позначаючи матеріальний субстрат, що знаходиться під уявним та символічним. Такі конотації матерії також пов'язують реальне зі сферою біології та з тілом у його безпосередній фізіологічності (на противагу до уявних та символічних функцій тіла). До прикладу, реальним батьком є біологічний батько, а реальним пенісом — фізичний пеніс на противагу символічним та уявним функціям цього органу.
Впродовж своєї діяльності Лакан використовує поняття реального, щоб пролити світло на цілий набір клінічних феноменів:

#### Тривогататравма
Реальне є об'єктом тривоги. Його неможливо опосередкувати, а тому воно є «фундаментальним об'єктом, який не є вже більше об'єктом, а цим щось, зустріч з яким змушує всі слова замовкнути, а всі категорії зазнати поразки, об'єктом тривоги par excellence» Саме невдала зустріч із цим реальним об'єктом постає перед нами у формі травми. Це tyche, яке розташоване за межами «символічного automaton»

#### Галюцинації
Коли щось неможливо інтегрувати у символічний порядок, як наприклад у психозі, воно може повертатися у реальному у формі галюцинацій, снів наяву, так званих фантазмів.

#### Зовнішнє/Внутрішнє

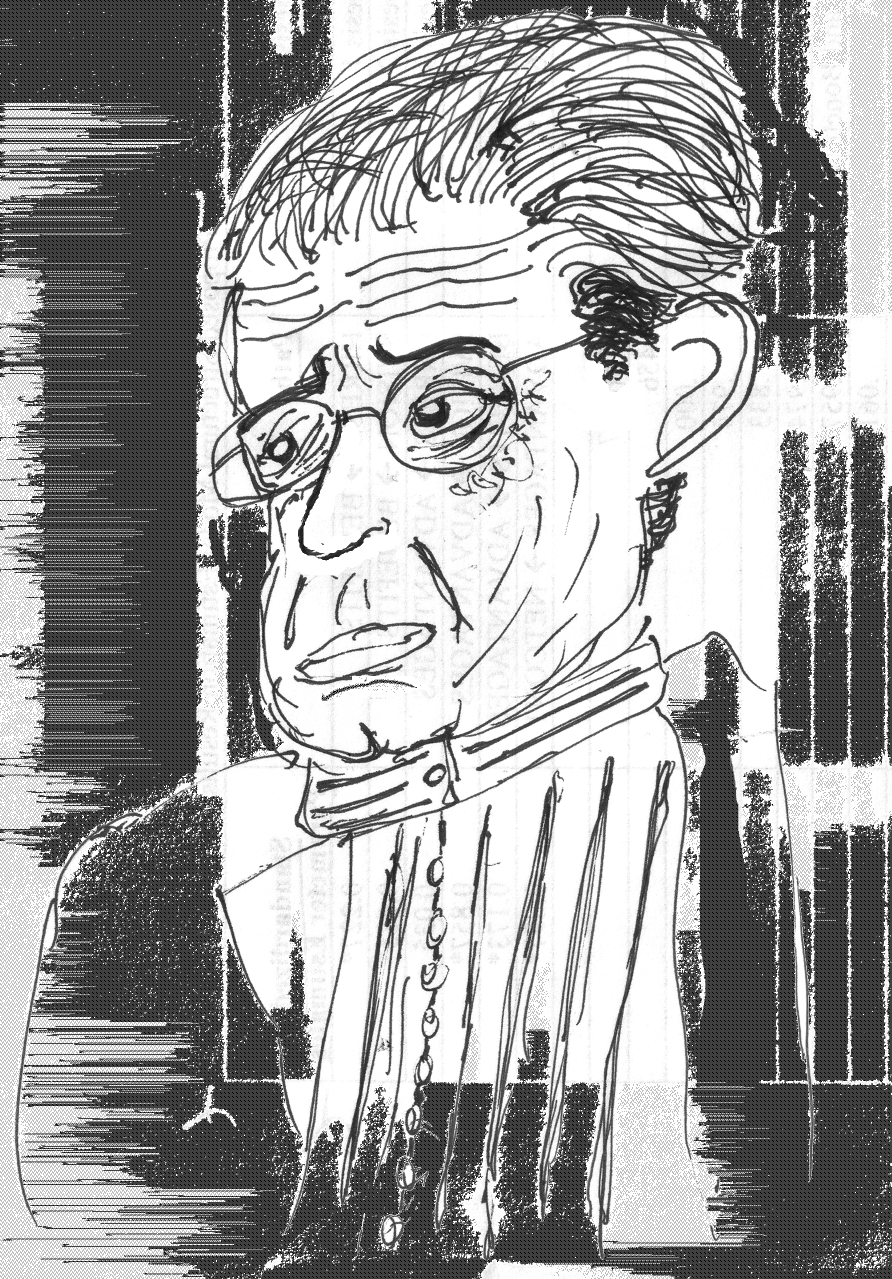
Жак Лакан

Застосування Лаканом терміна «реальне» є дуже складним та проблематичним. Складається враження, що Лакан навмисне докладає зусиль, щоб зробити це поняття найбільш загадковим та розмитим з усіх трьох порядків, говорячи про нього найменше і залишаючи його остаточне значення радикально невизначеним. Відтак зовсім не зрозуміло, чи реальне є зовнішнім чи внутрішнім, і чи його можливо осягнути за допомогою розуму. З одного боку, реальне просто позначає об'єктивну, зовнішню реальність, матеріальний субстрат, який існує незалежно від спостерігача. З іншого боку, таке наївне тлумачення реального підривається тим фактом, що реальне також включає такі феномени як галюцинації та травматичні сни. Така амбівалентність відображає двозначність, яка властива ще фройдівському терміну «реальність» (Wirklichkeit та Realität) та його розрізнення між матеріальною реальністю та психічною реальністю.

#### Реальне та раціональнепізнання
З одного боку, реальне не можна пізнати, оскільки воно знаходиться за межами уявного та символічного. Це щось на зразок «речі-в-собі» Канта, непізнаваного х. З іншого боку Лакан цитує твердження Гегеля, що реальне є раціональним, а раціональне — реальним, тим самим даючи зрозуміти, що його можна пізнати за допомогою розрахунків та логіки.
У роботах Лакана 1970-их років можна виявити спробу розв'язати таку невизначеність, за допомогою розрізнення між реальним та реальністю (наприклад тоді, коли Лакан визначає реальність як «гримасу реального» у 1973 році). У цій опозиції реальне виразно поміщається за межами пізнаваного та піддатливого до асиміляції, тоді як реальність позначає суб'єктивні репрезентації, що є продуктом символічних та уявних артикуляцій. Однак навіть після запровадження такого розрізнення, Лакан все ще часто використовує поняття реального та реальності як взаємозамінні терміни.

## Критика
Найжорсткішій критиці Лакана, як і багатьох інших філософів, піддавали позитивісти — дослідники з галузі точних наук, а саме Алан Сокал і Жан Брікмон в своїй книзі «Інтелектуальні виверти». Поряд з критикою інших постструктуралістів вони засуджують ту «вольність», з якою Лакан оперує термінами, запозиченими з різних галузей математики, таких як, наприклад, топологія, звинувачуючи його в «поверховій ерудиції» і зловживаннями науковими поняттями, які він нібито не розуміє.

## Доробок
У 1966-му році виходить книжка Лакана «Семінари» (фр. Écrits) — збірка текстів, перероблених із лекцій, читаних ним у 1950-х роках.
Серед найважливіших есеїв Лакана виокремлюють:
- Стадія дзеркала як формотворчий чинник Я (1949)
- Інстанція літери в несвідомому, або Доля розуму після Фройда (1957)

## Видання творів
- De la psychose paranoïaque dans ses rapports avec la personnalité, Paris, Le Seuil, 1975
(дисертація, вперше опублікована 1932 року, онлайн [Архівовано 3 січня 2022 у Wayback Machine.]).
- Écrits, Paris, Le Seuil, 1966; réed. 1999 ISBN 2020380544.
- Le Séminaire, Paris, Le Seuil
(25 томів, публікація семінарів, що почалася 1973 року ще не закінчена).
- Autres écrits, Paris, Le Seuil, 2001 ISBN 2020486474.
- Pas tout Lacan, École de la cause freudienne, Paris, 2012 (inédits de Jacques Lacan [Архівовано 3 березня 2016 у Wayback Machine.])